# Triplochrysa kimminsi
Triplochrysa kimminsi är en insektsart som beskrevs av Tim R. New 1980. Triplochrysa kimminsi ingår i släktet Triplochrysa och familjen guldögonsländor. Inga underarter finns listade i Catalogue of Life.